# Virgo (editora)
Virgo foi uma editora independente brasileira de São Bernardo do Campo, fundada em 1999 pelo cartunista Mário Mastrotti com o objetivo de publicar livros de quadrinhos e cartuns de artistas brasileiros independentes. Seus livros eram publicados em forma de cooperativa (cada autor participa dos custos da publicação e recebe uma cota de livros correspondente ao investimento), todos com projetos organizados e editados por Mastrotti.
Entre as principais publicações lançadas pela Virgo estão: Tiras de Letra (coletânea de tirinhas de diversos autores, que teve dez volumes entre 2003 e 2010, com 243 tiras em cada edição), Humor Brasil - 500 anos (vencedora do 13º Troféu HQ Mix de melhor projeto editorial) e Humor pela paz e a falta que ela faz (vencedora do 15º Troféu HQ Mix de melhor publicação de cartuns).
A editora Virgo também foi responsável pela organização do Encontro de Cartunistas do ABC, evento anual, cuja primeira edição ocorreu em 2003, que reúne quadrinista e cartunistas do Grande ABC para festejar o dia do quadrinho nacional, com exposições, lançamentos de livros e confraternização. Mesmo com o fim da editora, o evento seguiu sendo organizado por Mário Mastrotti.
Em 2003, a editora Virgo foi homenageada no Prêmio Angelo Agostini como "melhor editora atual", ao lado das editoras Escala, Devir, Pasquim e Via Lettera. Em 2009, a editora ganhou o Troféu Bigorna de melhor editora independente.